# 未来からの挑戦
『未来からの挑戦』（みらいからのちょうせん）は、NHKのテレビドラマ。1977年1月10日から2月11日の毎週月～木曜日、18:05～18:25放送、全20話。少年ドラマシリーズの一作である。眉村卓の小説『ねらわれた学園』『地獄の才能』を原作に制作された。

## ストーリー
関耕児は、月丘中学に転校してきた。受験名門校といわれるだけありみな熱心に勉強していたが、そのストレスからいたずらをする者もいて、学内の風紀が乱れてもいた。
ある日耕児は、それまで劣等生だったという高木が急に成績アップしたことを不審がられからまれていたのを助ける。その時高木は、成績が上がった理由は英光塾にあると口を滑らせる。英光塾が気になった耕児が調べようとすると、次々にそれを邪魔するようなことが起こる…。
そんな中、新たに生徒会長となった高見沢みちるは、ある行動を起こそうとしていた。そして彼女もまた、英光塾に通っていたのだ...。

## キャスト
- 関耕児：佐藤宏之 - 本編の主人公、月丘中学2年3組。学校を支配しようとする生徒会およびパトロール隊に反発・抵抗する中心人物となる。
- 関健一：稲垣昭三 - 耕児の父。
- 関民子：島田妙子 - 耕児の母。
- 楠本和美：小山セリノ - 耕児のクラスメイト。耕児に協力する。
- 吉田一郎：手塚学 - 耕児のクラスメイトで、あることで耕児に助けられる。耕児に協力する。
- 飛鳥清明：熊谷俊哉 - 耕児のクラスメイト。英光塾という学習塾に通っている。当初、耕児たちの行動を邪魔するが…。
- 高見沢みちる：阪本真澄 - 生徒会長。校内の風紀を取り締まることを名目に、パトロール隊を組織する。英光塾に通っている。
- 西沢杏子：佐藤美佐子（現・紺野美沙子） - 耕児のクラスメイト。クラス代表委員選挙で耕児に敗れる。やはり英光塾に通っている。
- 田中レイ子：テレサ野田 - 英光塾講師。ある目的のため、みちるたち塾生を率いて行動する。
- 水谷：伊東範子（現・日髙のり子） - 生徒会長高見沢の配下。校内パトロール員。

## 放送データ
- 原作：眉村卓『ねらわれた学園』『地獄の才能』
- 脚本：田波靖男
- 音楽：竹田由彦
- 制作：黛叶
- 演出：伊東美行、花房實、小山攻
- 主題歌「青春の輝き」（作詞:田波靖男・作曲:竹田由彦・歌：陶山寿雄）

## 映像について
本作品はNHKに映像が残っていなかったが、DVD発売時には個人編集版が発見、収録された。
また、2014年になって視聴者から再放送版の全話（第9話の冒頭8分が欠損）が提供され、半年に及ぶ修復作業を経て、2015年、番組公開ライブラリーにて公開された。

## 関連書籍・ソフト
- DVD「NHK少年ドラマシリーズ 少年ドラマアンソロジーII」 - 『未来からの挑戦』の個人編集版（再放送版の第8回と第10回）が収録されている[2][3]。